# Bellignies
Bellignies est une commune française située dans le département du Nord, en région Hauts-de-France.
La commune, réputée pour l'industrie locale du marbre qui s'y est développée durant les XIXe et XXe siècles, est traversée par la rivière l'Hogneau, affluent de l'Escaut.

## Géographie

### Description

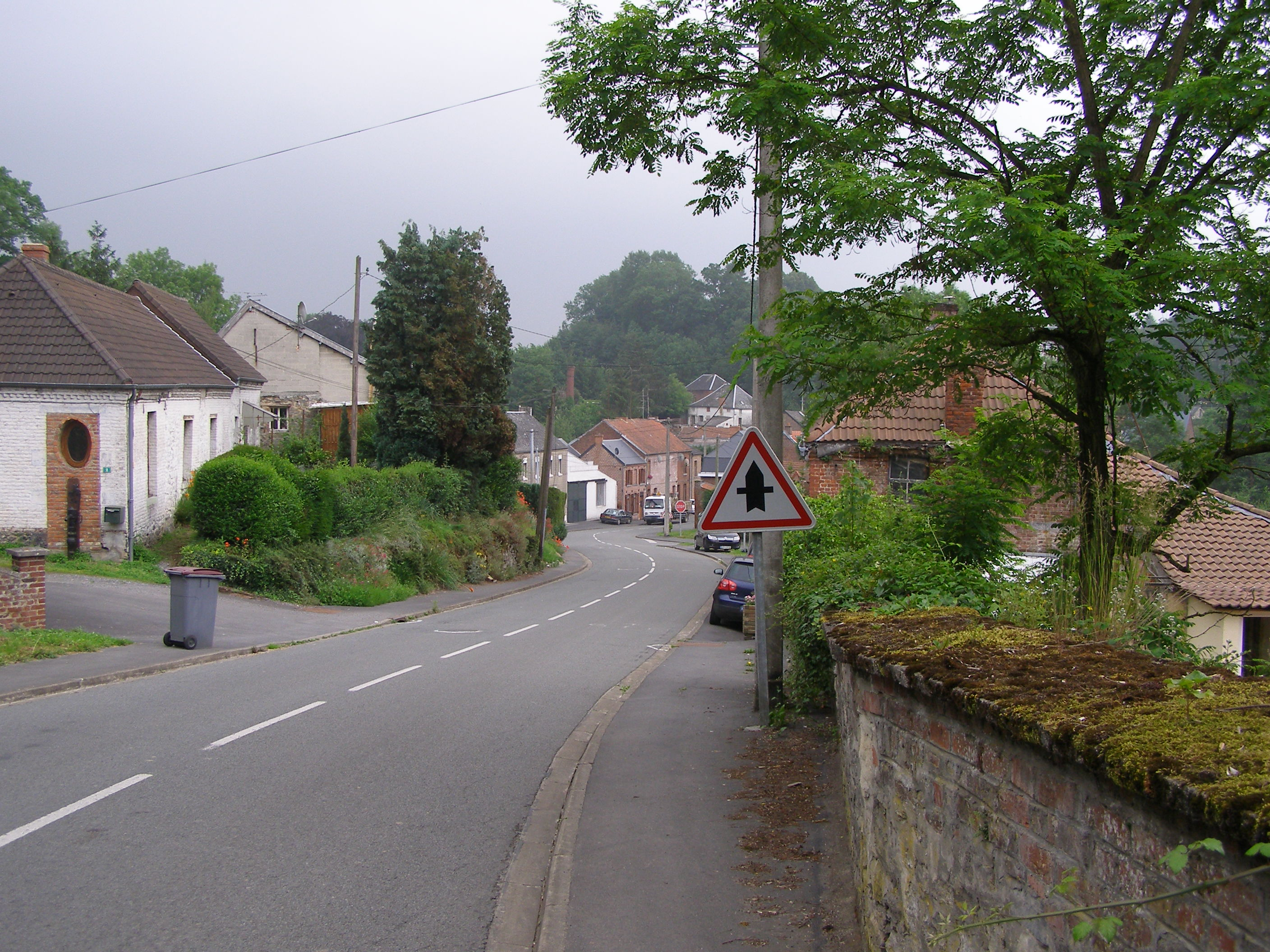
Descente vers le bourg de Bellignies.

Drainée par la rivière l'Hogneau, et située dans le Parc naturel régional de l'Avesnois à 5 km de Bavay, Bellignies est proche de la Belgique, sans être frontalière. La commune fait partie administrativement de l'Avesnois (arrondissement d'Avesnes-sur-Helpe) et historiquement du Hainaut.

### Communes limitrophes
| Gussignies  | Gussignies  | Gussignies        |
| Bettrechies | Bellignies  | Houdain-lez-Bavay |
| Saint-Waast | Bettrechies | Houdain-lez-Bavay |

### Hydrographie

#### Réseau hydrographique
La commune est située dans le bassin Artois-Picardie. Elle est drainée par l'Hogneau, le ruisseau de Bavay, le riez, le ruisseau d'Eugnies et un autre petit cours d'eau,.
L'Hogneau, d'une longueur de 38 km, prend sa source dans la commune de La Longueville et se jette  dans le canal de Mons à Thivencelle, après avoir traversé neuf communes en France et une partie en Belgique. Les caractéristiques hydrologiques de l'Hogneau sont données par la station hydrologique située sur la commune. Le débit moyen mensuel est de 0,778 m3/s. Le débit moyen journalier maximum est de 15,613 janvier 201 137,8 m3/s, atteint le 23 juillet 2016.
Le ruisseau de Bavay, d'une longueur de 14 km, prend sa source dans la commune de Locquignol et se jette  dans 0 à L'Abergement-Clémenciat, après avoir traversé huit communes. 

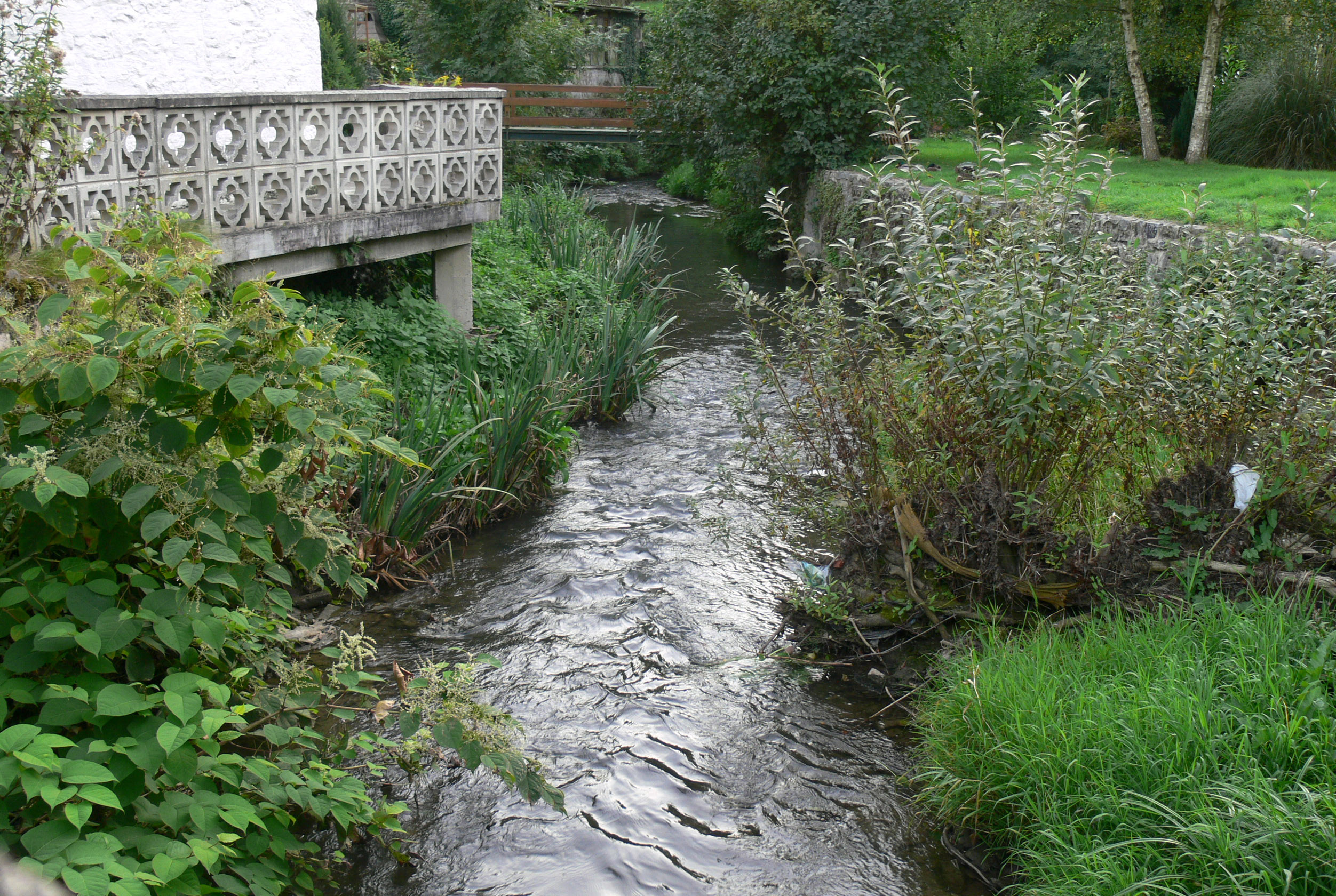
L'Hogneau à Bellignies.
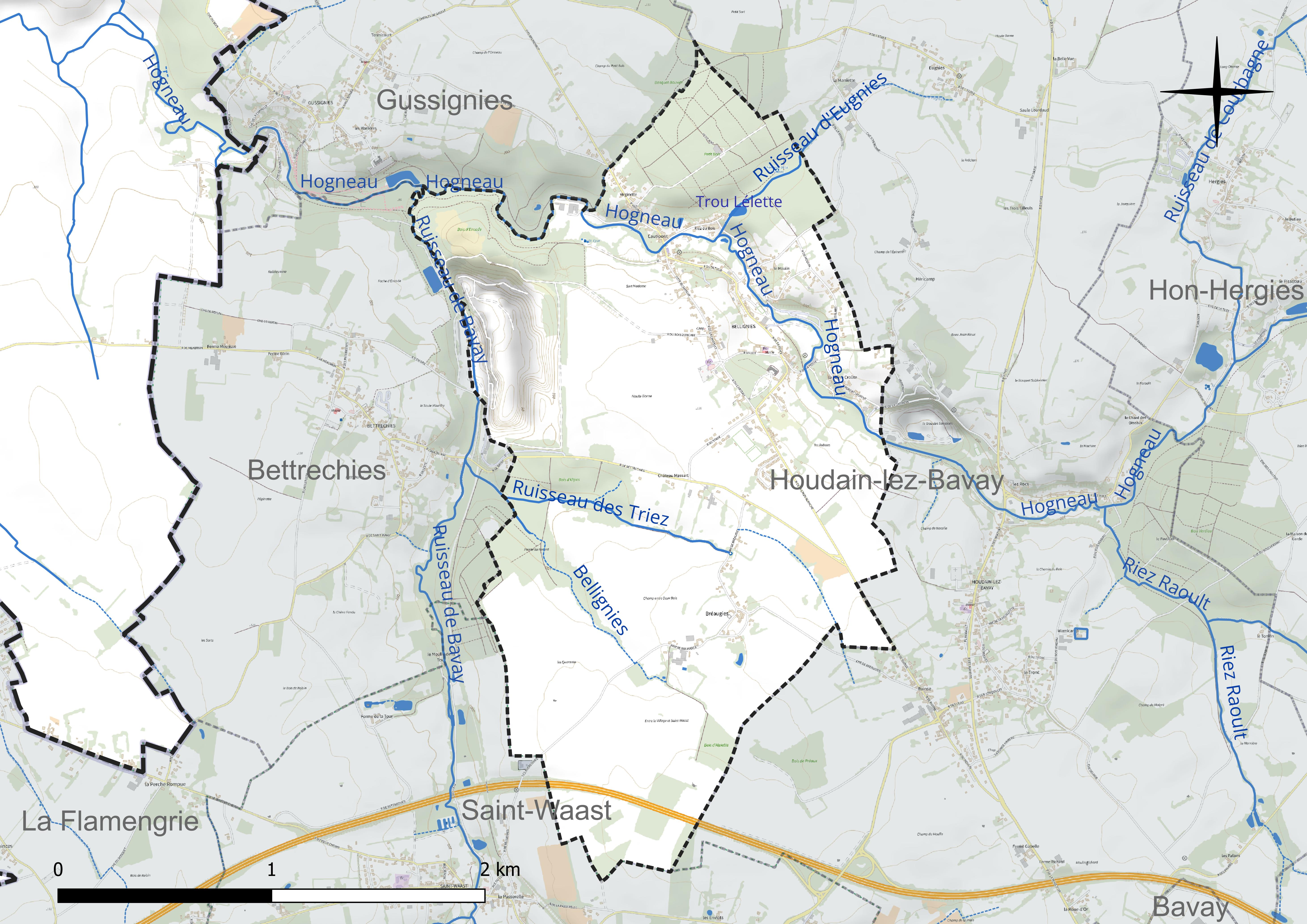
Réseau hydrographique de Bellignies.

Un plan d'eau complète le réseau hydrographique : Trou Lélette (0,3 ha),.

#### Gestion et qualité des eaux
Le territoire communal est couvert par le schéma d'aménagement et de gestion des eaux (SAGE) « Escaut ». Ce document de planification concerne un territoire de 2 005 km2 de superficie, délimité par le bassin versant de l'Escaut. Le périmètre a été arrêté le 9 juin 2006 et le SAGE proprement dit a été approuvé le 13 juillet 2021. La structure porteuse de l'élaboration et de la mise en œuvre est le syndicat mixte Escaut et Affluents (SyMEA). 
La qualité des cours d'eau peut être consultée sur un site dédié géré par les agences de l'eau et l'Agence française pour la biodiversité. 

### Climat
Pour des articles plus généraux, voir Climat des Hauts-de-France et Climat du Nord.
En 2010, le climat de la commune est de type climat des marges montargnardes, selon une étude du CNRS s'appuyant sur une série de données couvrant la période 1971-2000. En 2020, Météo-France publie une typologie des climats de la France métropolitaine dans laquelle la commune est exposée à un climat océanique altéré et est dans la région climatique  Nord-est du bassin Parisien, caractérisée par un ensoleillement médiocre, une pluviométrie moyenne régulièrement répartie au cours de l'année et un hiver froid (3 °C). 
Pour la période 1971-2000, la température annuelle moyenne est de 10,1 °C, avec une amplitude thermique annuelle de 15 °C. Le cumul annuel moyen de précipitations est de 795 mm, avec 12,6 jours de précipitations en janvier et 9,8 jours en juillet. Pour la période 1991-2020, la température moyenne annuelle observée sur la station météorologique la plus proche, située sur la commune de Valenciennes à 18 km à vol d'oiseau, est de 11,0 °C et le cumul annuel moyen de précipitations est de 694,1 mm,. Pour l'avenir, les paramètres climatiques de la commune estimés pour 2050 selon différents scénarios d'émission de gaz à effet de serre sont consultables sur un site dédié publié par Météo-France en novembre 2022.

## Urbanisme

### Typologie
Au 1er janvier 2024, Bellignies est catégorisée commune rurale à habitat dispersé, selon la nouvelle grille communale de densité à sept niveaux définie par l'Insee en 2022.
Elle appartient à l'unité urbaine de Bavay, une agglomération intra-départementale regroupant trois  communes, dont elle est une commune de la banlieue,,. Par ailleurs la commune fait partie de l'aire d'attraction de Maubeuge (partie française), dont elle est une commune de la couronne,. Cette aire, qui regroupe 65 communes, est catégorisée dans les aires de 50 000 à moins de 200 000 habitants,.

### Occupation des sols
L'occupation des sols de la commune, telle qu'elle ressort de la base de données européenne d'occupation biophysique des sols Corine Land Cover (CLC), est marquée par l'importance des territoires agricoles (62,1 % en 2018), en diminution par rapport à 1990 (66,7 %). La répartition détaillée en 2018 est la suivante : 
prairies (32,2 %), terres arables (20,9 %), forêts (15,4 %), zones urbanisées (13,6 %), mines, décharges et chantiers (9 %), zones agricoles hétérogènes (8,9 %). L'évolution de l'occupation des sols de la commune et de ses infrastructures peut être observée sur les différentes représentations cartographiques du territoire : la carte de Cassini (XVIIIe siècle), la carte d'état-major (1820-1866) et les cartes ou photos aériennes de l'IGN pour la période actuelle (1950 à aujourd'hui).

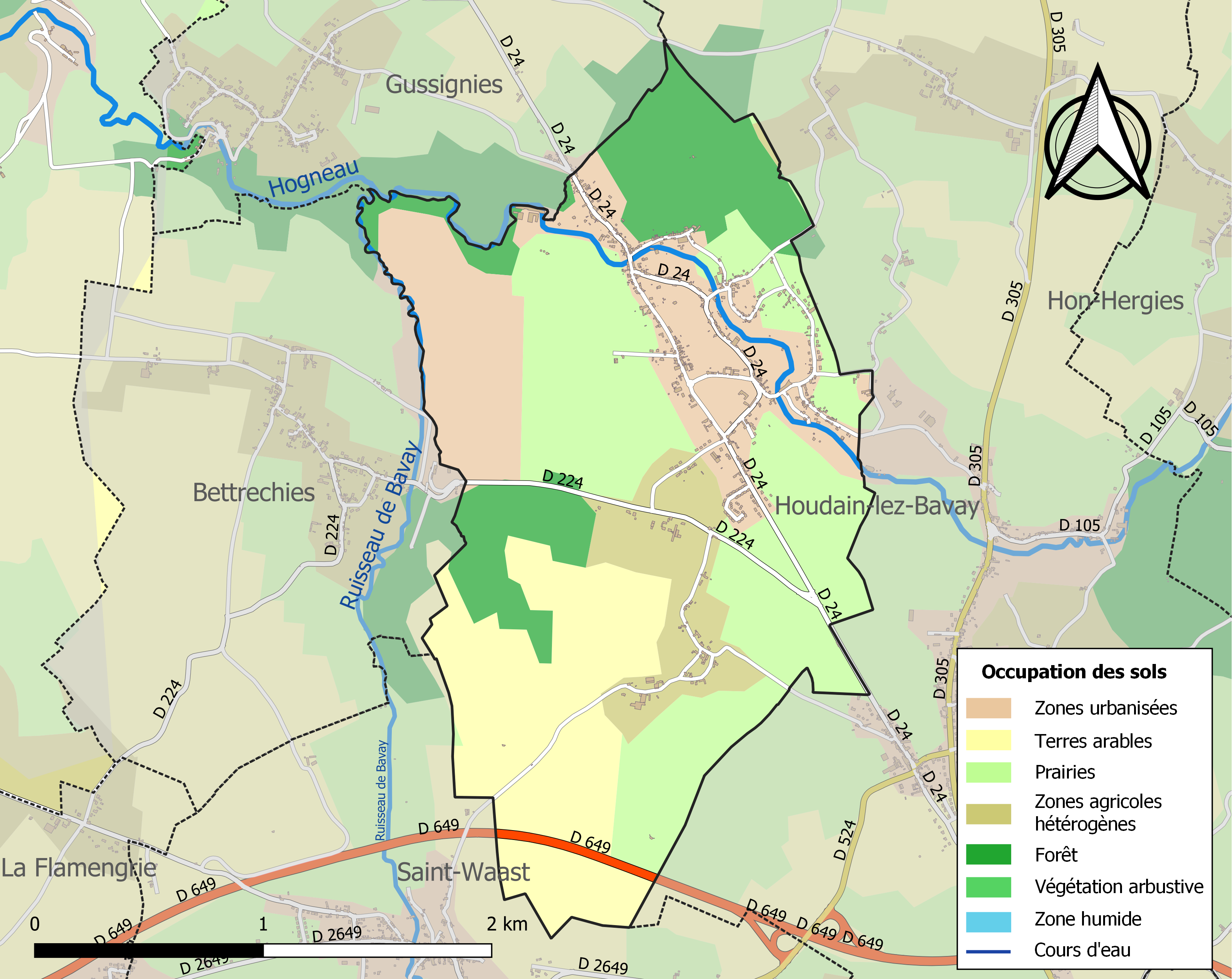
Carte des infrastructures et de l'occupation des sols de la commune en 2018 (CLC).

### Habitat et logement
En 2019, le nombre total de logements dans la commune était de 371, alors qu'il était de 358 en 2014 et de 404 en 2009.
Parmi ces logements, 89,5 % étaient des résidences principales, 2,4 % des résidences secondaires et 8,1 % des logements vacants. Ces logements étaient pour 98,6 % d'entre eux des maisons individuelles et pour 1,1 % des appartements.
Le tableau ci-dessous présente la typologie des logements à Bellignies en 2019 en comparaison avec celle du Nord et de la France entière. Une caractéristique marquante du parc de logements est ainsi une proportion de résidences secondaires et logements occasionnels (2,4 %) supérieure à celle du département (1,6 %) et à celle de la France entière (9,7 %). Concernant le statut d'occupation de ces logements, 78,6 % des habitants de la commune sont propriétaires de leur logement (77 % en 2014), contre 54,7 % pour le Nord et 57,5 pour la France entière.
| Typologie                                               | Bellignies | Nord | France entière |
| ------------------------------------------------------- | ---------- | ---- | -------------- |
| Résidences principales (en %)                           | 89,5       | 90,6 | 82,1           |
| Résidences secondaires et logements occasionnels (en %) | 2,4        | 1,6  | 9,7            |
| Logements vacants (en %)                                | 8,1        | 7,8  | 8,2            |

## Histoire
Bellignies est la forme romanisée de Bellingen, le même nom que celui du village de Bellingen, francisé Bellaing, dans l'arrondissement de Valenciennes. Sur la signification du nom, partant de la racine bel, "beau", les spéculations mentionnent Belenos, dieu gaulois comparable à Apollon, ou bien le domaine d'un personnage nommé Bel/Bellus.
On a signalé sur le territoire de Bellignies des monuments gaulois. Près de Bellignies, les Romains ont exploité les couches calcaires du Crétacé dans des carrières souterraines pour en extraire les pierres qui ont servi à construire Bagacum Nerviorum, l'actuel Bavay. Situées dans la commune voisine de Houdain-lez-Bavay, ces vastes excavations sont appelées localement le Trou des Sarrasins.
Bellignies faisait partie de la paroisse de Gussignies jusqu'en 1454. Cette année-là, le village est érigé en paroisse par Jacques de Harchies, propriétaire du château. Au XVIIe siècle, la terre de Bellignies est la propriété de la famille belge des Chasteler et consiste en un village avec église et château féodal. Du château subsistent encore une tour, appelée Tour de Bel, du XIIIe siècle et un corps de logis du XVIIIe siècle.
La commune décide en 1847 la construction d'une nouvelle église Saint-Barthelémy, réalisée entre 1847 et 1855 par l'architecte départemental Jules Fiévet. L'ancienne église, qui datait du XVIe siècle a été démolie en 1849, son portail a été sauvegardé et mis au calvaire du cimetière.
Bellignies possédait de nombreuses carrières de pierre bleue ou de marbre. Ces carrières ont été exploitées  de l'antiquité au XIXe siècle pour extraire des pierres de taille. Vers 1820-1830 plusieurs scieries de marbre s'installaient dans le village, dont trois sont aujourd'hui des monuments historiques, et une d'elles héberge le Musée du marbre et de la pierre bleue. Au-dessus du calcaire se trouve une couche de pierre ferrugineuse d'un mètre d'épaisseur environ. En 1833, M. Crapez va exploiter cette couche ferrugineuse en transformant une scierie de marbre en forge. En 1880, cette forge redevient scierie de marbre.
Pendant la première guerre mondiale, après la bataille de Mons du 23 août 1914, la princesse Marie de Croÿ, au château de Bellignies, de même que les comtesses Jeanne et Marie de Belleville, chez les bernardines (Cisterciennes bernardines d'Esquermes) françaises d'Audregnies, ouvrent des ambulances clandestines pour soigner les Anglais. Par la suite, elles vont entrer en résistance, dans les réseaux d'Édith Cavell, cachant soldats et volontaires.
Une carrière de calcaire, située à cheval sur Bettrechies et Bellignies, était exploitée depuis plusieurs générations. Depuis 1970, la SECAB (Société d'Exploitation des Carrières de Bellignies) exploite industriellement le site. Chaque année, 950 000 tonnes de granulats sont produits par les concasseurs qui transforment la roche en sable et gravillon. Ce granulat, concassé, réduit aux dimensions, calibré, sera mélangé à du bitume pour les routes ou du ciment pour faire du béton, et ensuite utilisé par le bâtiment et les travaux publics. L'entreprise emploie 35 personnes (2009).

## Politique et administration

### Rattachements administratifs et électoraux

#### Rattachements administratifs
La commune se trouve dans l'arrondissement d'Avesnes-sur-Helpe du département du Nord.
Elle faisait partie depuis 1801 du canton de Bavay. Dans le cadre du redécoupage cantonal de 2014 en France, cette circonscription administrative territoriale a disparu, et le canton n'est plus qu'une circonscription électorale.

#### Rattachements électoraux
Pour les élections départementales, la commune fait partie depuis 2014 du canton d'Aulnoye-Aymeries
Pour l'élection des députés, elle fait partie de la troisième circonscription du Nord.

### Intercommunalité
Bellignies était membre de la communauté de communes du Bavaisis, un établissement public de coopération intercommunale (EPCI) à fiscalité propre créé fin 1993  et auquel la commune avait transféré un certain nombre de ses compétences, dans les conditions déterminées par le code général des collectivités territoriales.
Cette intercommunalité a fusionné avec sa voisine pour former, le 1er janvier 2014, la communauté de communes du Pays de Mormal dont est désormais membre la commune.

### Liste des maires

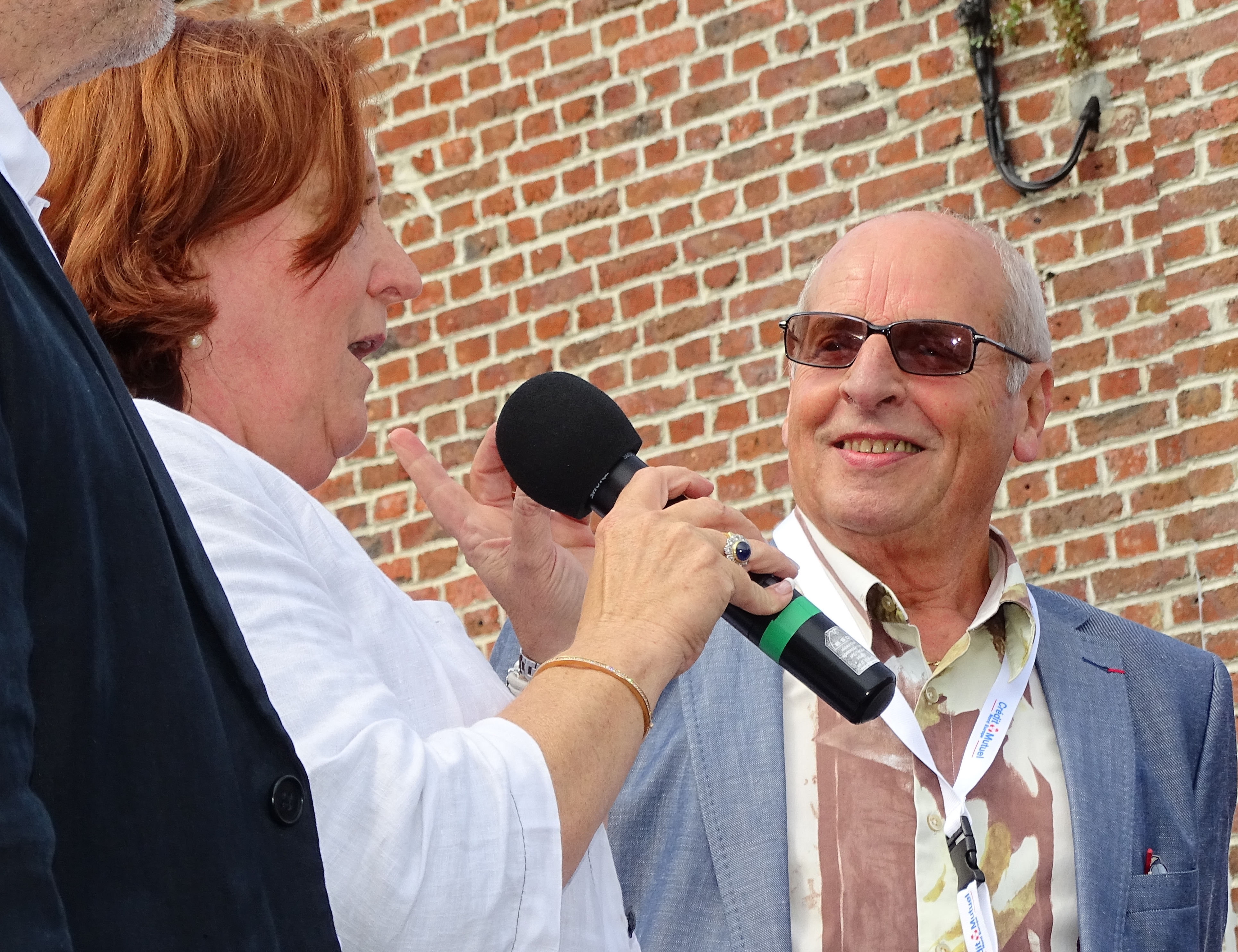
Danièle Druesnes (à gauche) lors du départ du Grand Prix des Marbriers 2015.

Maire en 1939 : Décamps.
| Période                                  | Période                       | Identité          | Étiquette | Qualité                                                           |
| ---------------------------------------- | ----------------------------- | ----------------- | --------- | ----------------------------------------------------------------- |
| Les données manquantes sont à compléter. |                               |                   |           |                                                                   |
| avant 1802                               | 1808                          | Jean-Bapt. Prevot |           |                                                                   |
| Les données manquantes sont à compléter. |                               |                   |           |                                                                   |
| 1971                                     | février 1998                  | Avit Duronsoy     |           | Écrivain Conseiller général de Bavay (1976 → 1982) Démissionnaire |
| février 1998                             | En cours (au 2 décembre 2021) | Danièle Druesnes  |           | Réélue pour le mandat 2020-2026,                                  |

## Équipements et services publics

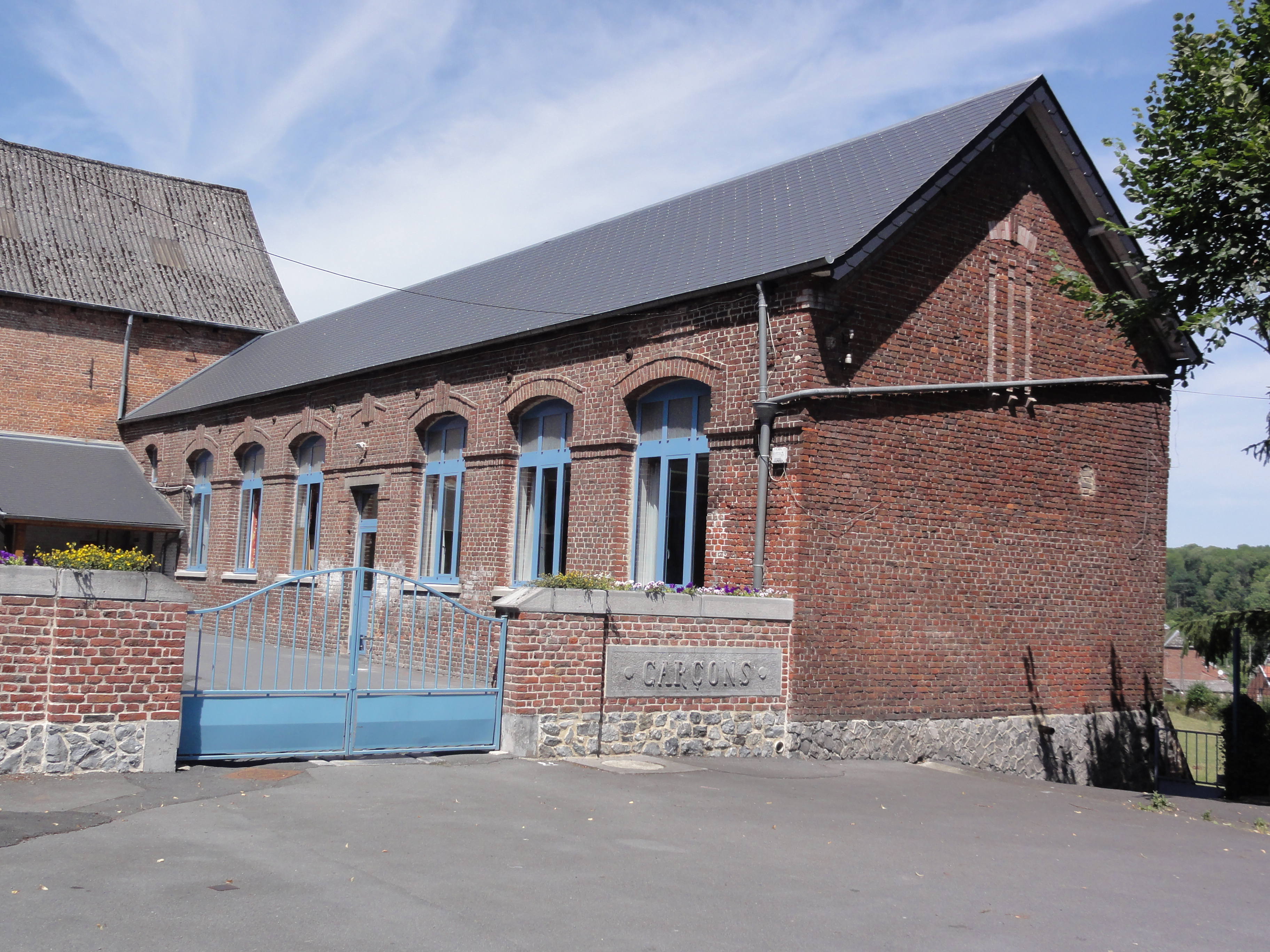
L'école des garçons

### Enseignement
Bellignies se situe dans l'académie de Lille.

## Population et société

### Démographie

#### Évolution démographique
L'évolution du nombre d'habitants est connue à travers les recensements de la population effectués dans la commune depuis 1793. Pour les communes de moins de 10 000 habitants, une enquête de recensement portant sur toute la population est réalisée tous les cinq ans, les populations de référence des années intermédiaires étant quant à elles estimées par interpolation ou extrapolation. Pour la commune, le premier recensement exhaustif entrant dans le cadre du nouveau dispositif a été réalisé en 2006.

En 2022, la commune comptait 810 habitants, en évolution de −2,76 % par rapport à 2016 (Nord : +0,51 %, France hors Mayotte : +2,11 %).
| 1793 | 1800 | 1806 | 1821 | 1831 | 1836 | 1841 | 1846 | 1851 |
| ---- | ---- | ---- | ---- | ---- | ---- | ---- | ---- | ---- |
| 360  | 360  | 406  | 483  | 612  | 712  | 710  | 755  | 777  |

| 1856 | 1861 | 1866 | 1872 | 1876 | 1881 | 1886 | 1891 | 1896  |
| ---- | ---- | ---- | ---- | ---- | ---- | ---- | ---- | ----- |
| 808  | 873  | 893  | 878  | 890  | 922  | 920  | 946  | 1 026 |

| 1901  | 1906  | 1911  | 1921  | 1926  | 1931 | 1936 | 1946 | 1954 |
| ----- | ----- | ----- | ----- | ----- | ---- | ---- | ---- | ---- |
| 1 080 | 1 101 | 1 100 | 1 002 | 1 044 | 993  | 937  | 839  | 833  |

| 1962 | 1968 | 1975 | 1982 | 1990 | 1999 | 2006 | 2011 | 2016 |
| ---- | ---- | ---- | ---- | ---- | ---- | ---- | ---- | ---- |
| 903  | 880  | 888  | 912  | 901  | 836  | 911  | 883  | 833  |

| 2021 | 2022 | - | - | - | - | - | - | - |
| ---- | ---- | - | - | - | - | - | - | - |
| 809  | 810  | - | - | - | - | - | - | - |

#### Pyramide des âges
La population de la commune est relativement jeune.
En 2018, le taux de personnes d'un âge inférieur à 30 ans s'élève à 33,7 %, soit en dessous de la moyenne départementale (39,5 %). À l'inverse, le taux de personnes d'âge supérieur à 60 ans est de 23,9 % la même année, alors qu'il est de 22,5 % au niveau départemental.
En 2018, la commune comptait 400 hommes pour 419 femmes, soit un taux de 51,16 % de femmes, légèrement inférieur au taux départemental (51,77 %).
Les pyramides des âges de la commune et du département s'établissent comme suit.
| Hommes | Classe d’âge | Femmes |
| ------ | ------------ | ------ |
| 0,5    | 90 ou +      | 1,2    |
| 5,8    | 75-89 ans    | 7,8    |
| 15,1   | 60-74 ans    | 17,3   |
| 26,2   | 45-59 ans    | 19,6   |
| 19,1   | 30-44 ans    | 19,9   |
| 14,1   | 15-29 ans    | 16,7   |
| 19,3   | 0-14 ans     | 17,4   |

| Hommes | Classe d’âge | Femmes |
| ------ | ------------ | ------ |
| 0,5    | 90 ou +      | 1,4    |
| 5,3    | 75-89 ans    | 8,1    |
| 14,8   | 60-74 ans    | 16,2   |
| 19,1   | 45-59 ans    | 18,4   |
| 19,5   | 30-44 ans    | 18,7   |
| 20,7   | 15-29 ans    | 19,1   |
| 20,2   | 0-14 ans     | 18     |

## Culture locale et patrimoine

### Lieux et monuments

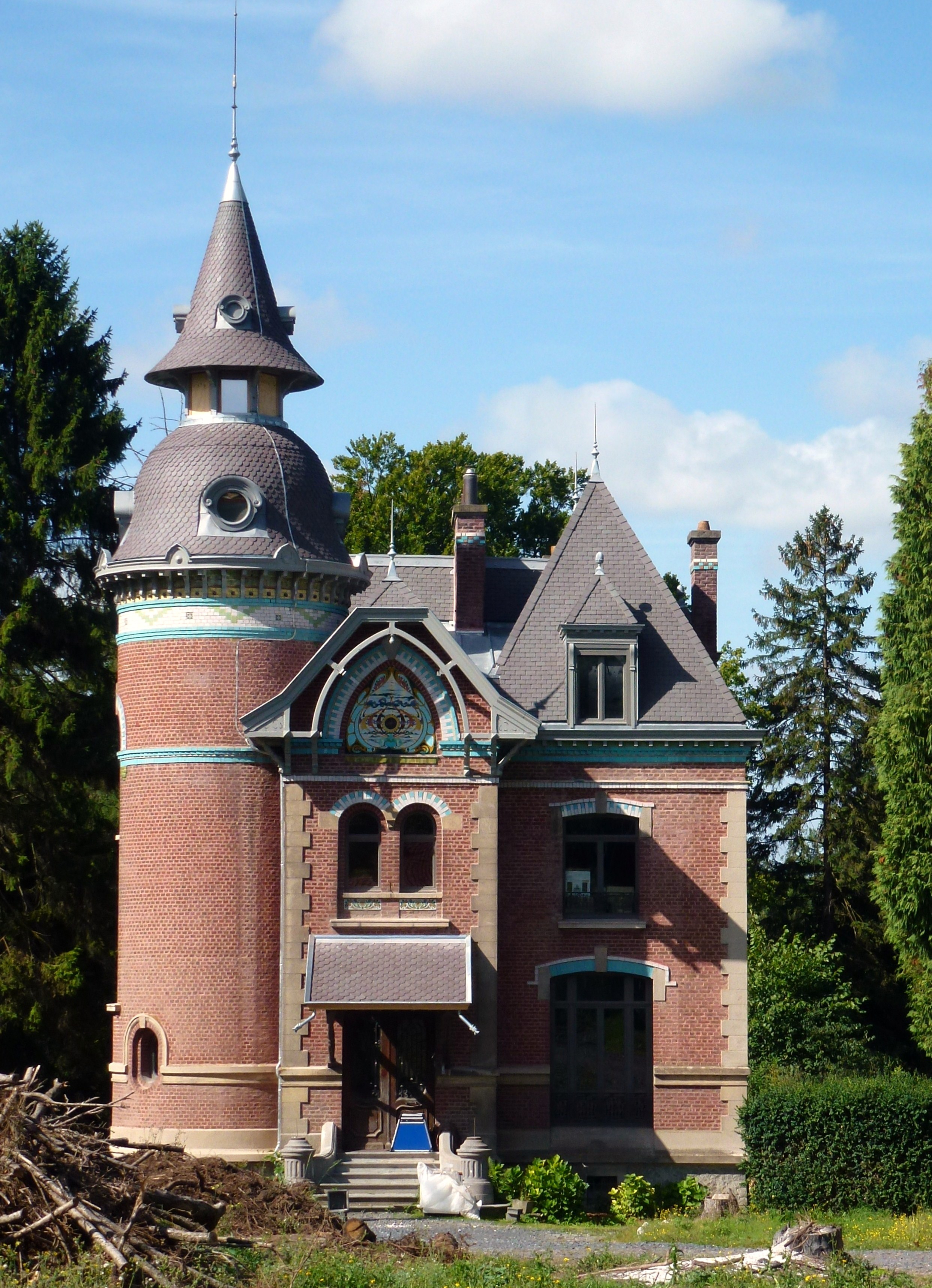
Bellignies le château XVIIIe siècle

- La Pierre Croûte : probable menhir transporté en 1810 dans le parc du château.
- Le château de Bellignies : Il date du XVIIIe siècle avec tour du XIIIe siècle, inscrit aux M.H., ainsi que le parc du château.
- L'Église paroissiale Saint-Barthélémy et le presbytère, tous deux de 1847-1855, classés ; la chapelle du cimetière que l'on a construit en y insérant le portail de l'ancienne église démolie, classée.
- Quelques chapelles et oratories disséminés dans la commune, dont la niche 1 chemin d'Héricamp, XIXe siècle, est classée.
- La scierie de marbre Friand (moulin), 1821, actuellement Musée du marbre et de la pierre bleue de Bellignies, classée[34].
- La scierie de marbre Lerat (moulin), 1821, qui a été quelque temps la grosse forge Crapez vant de redevenir scierie de marbre, classée.
- L'usine de taille de marbre (atelier), 1826, devenu par la suite la Nouvelle Confiturerie du Nord, classée.
- Une brasserie, devenu par la suite scierie de marbre, et une ferme-brasserie, les deux du XIXe siècle et classées.
- Dans la liste des monuments classées se trouvent aussi quelques maisons et une ferme.
- Kiosque à musique, type kiosque à concert, destiné pour grands orchestres, caractéristique pour l'Avesnois.
- Abreuvoir (hameau de Bréaugies) construit entre 1830 et 1920. Assez exceptionnel de par sa forme de goutte d'eau, restauré par le club du vieux manoir en 2008-2011 dans le cadre d'un projet du parc de l'Avesnois[35].
- Le cimetière de Bellignies héberge quatre tombes de la Commonwealth War Graves Commission de soldats morts à la libération du village le 7 novembre 1918[36].

Un aperçu du château
Le parc du château
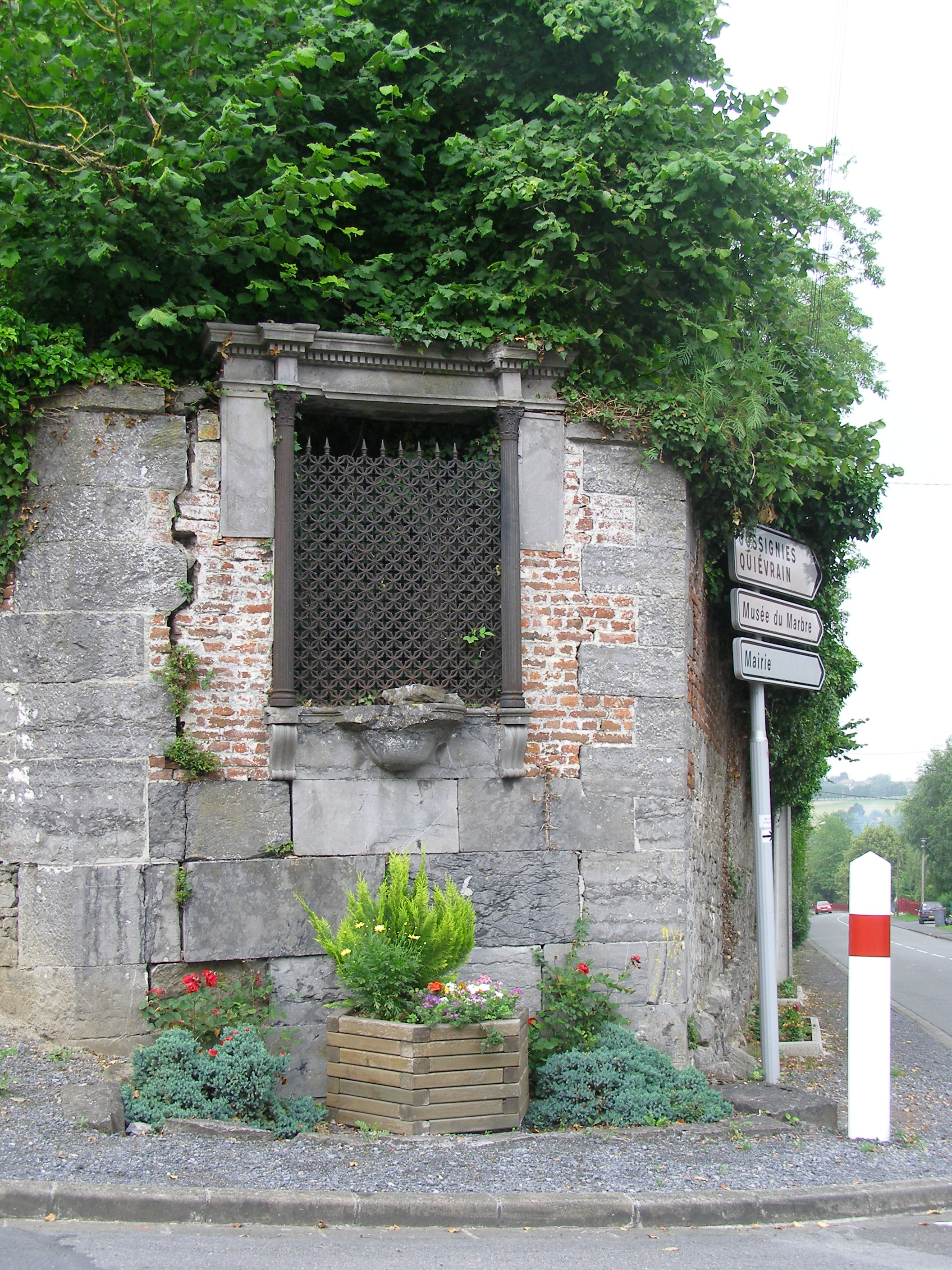
Un oratoire dans le mur du château
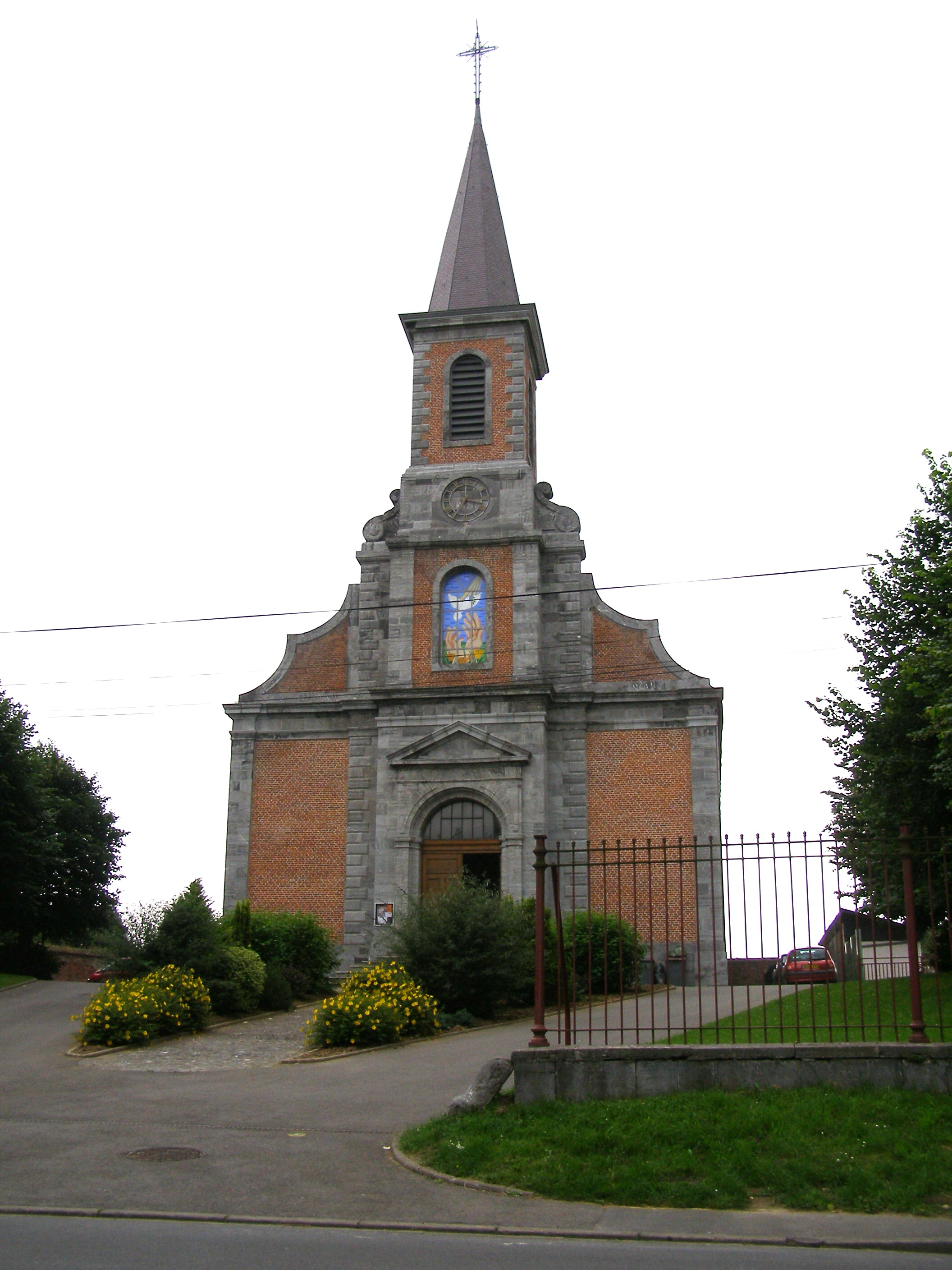
Église Saint Barthélémy
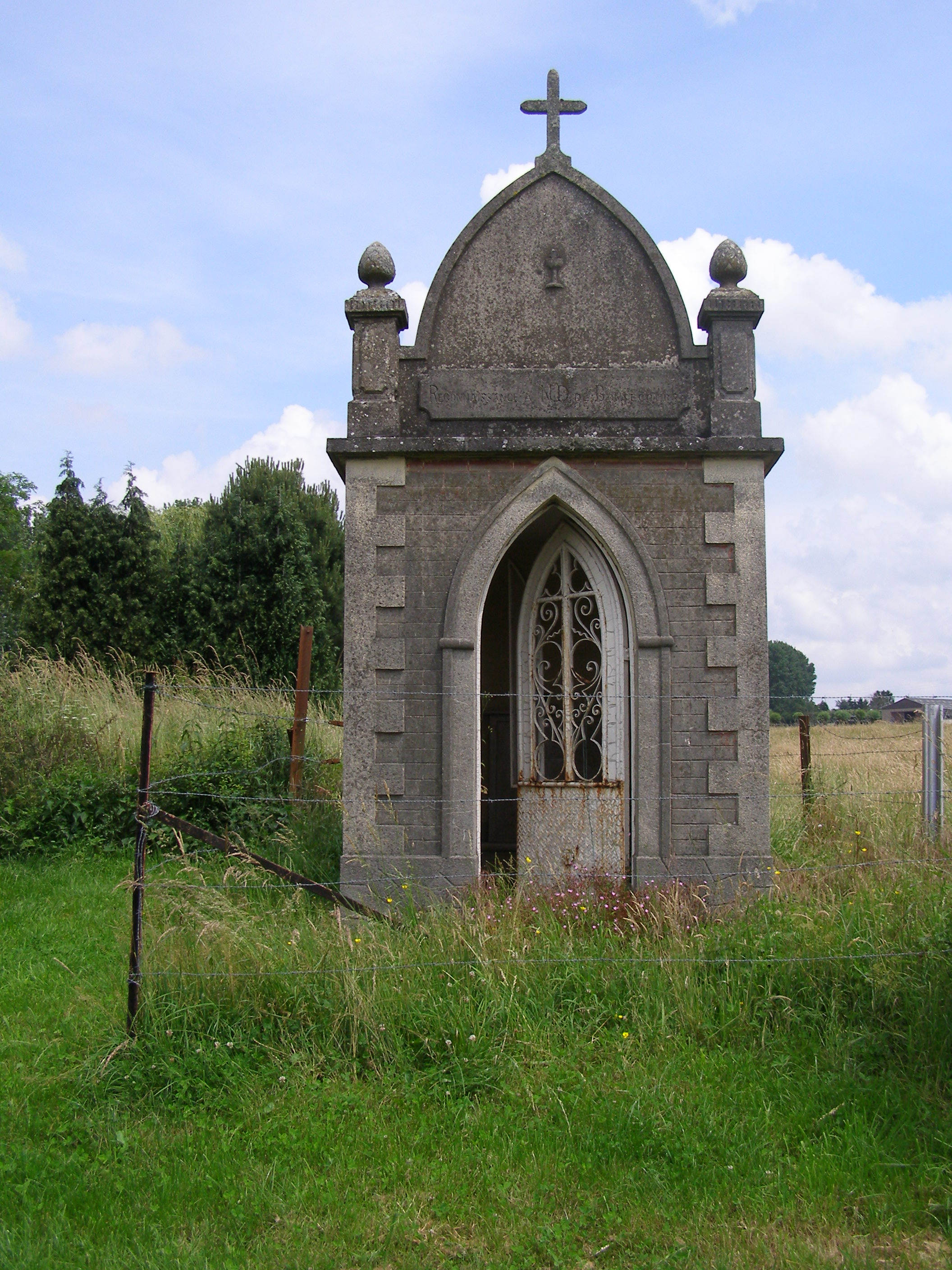
Chapelle Notre-dame de Bonsecours
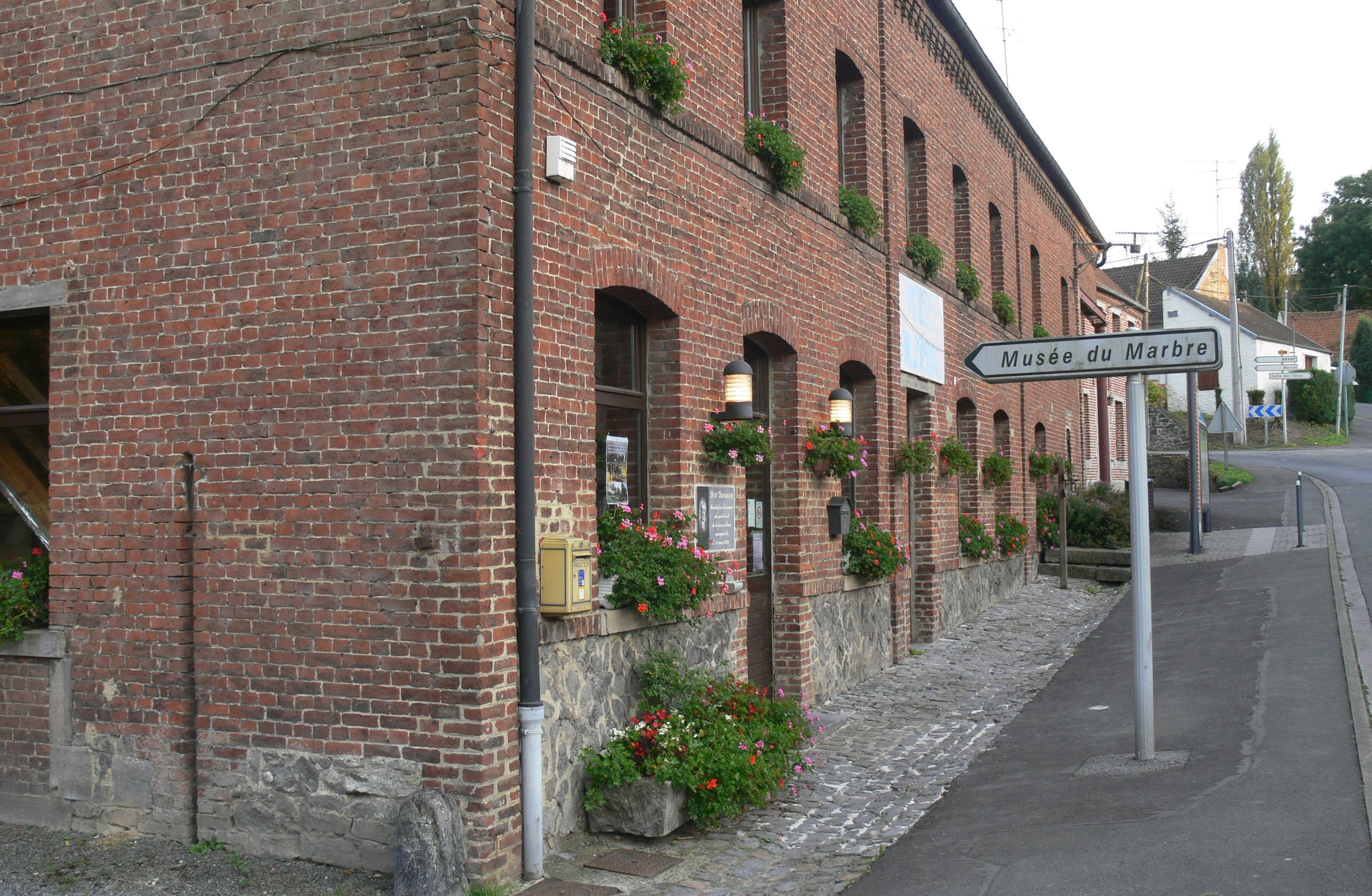
Musée du Marbre et de la Pierre Bleue de Bellignies
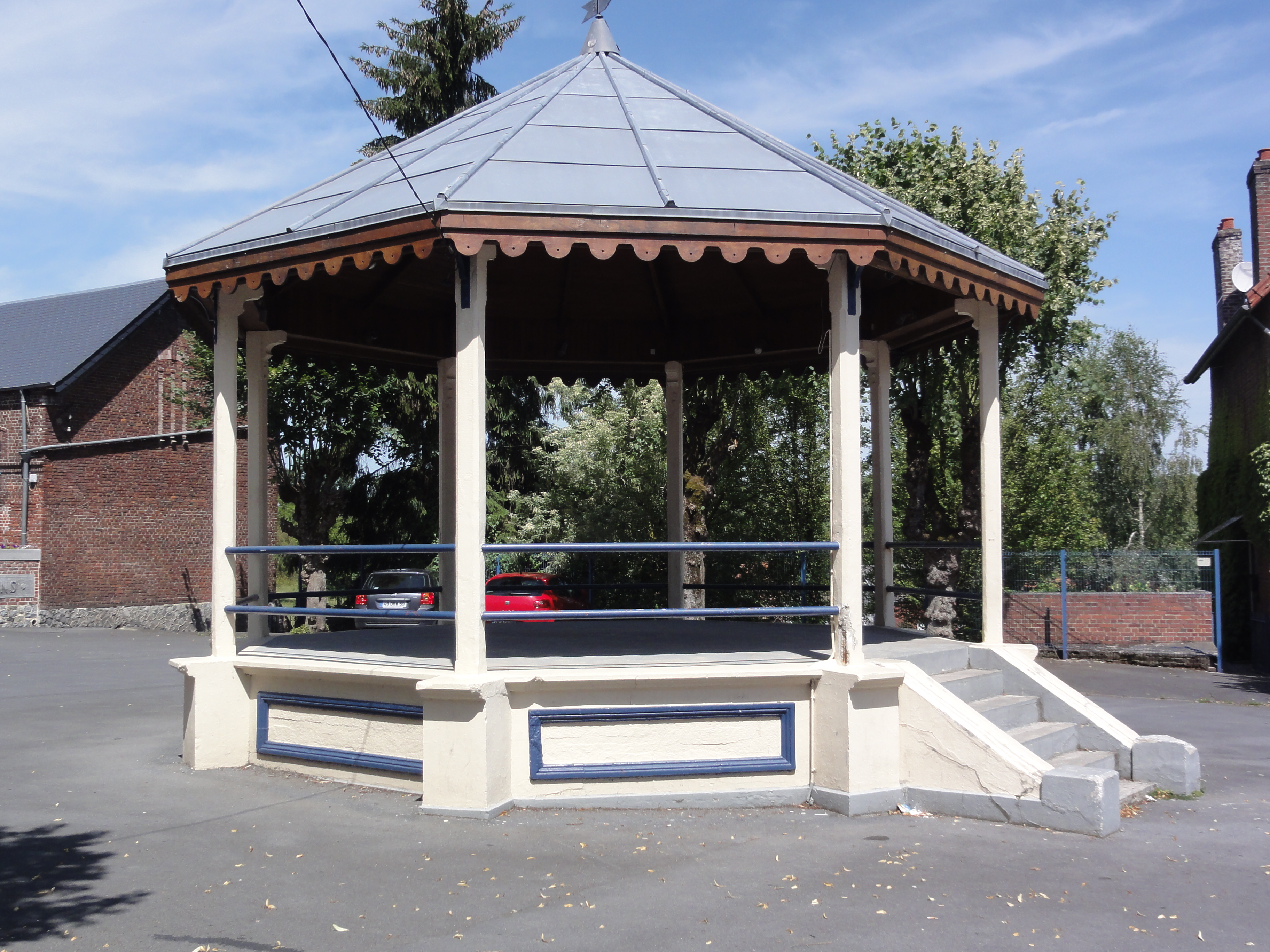
La kiosque à musique
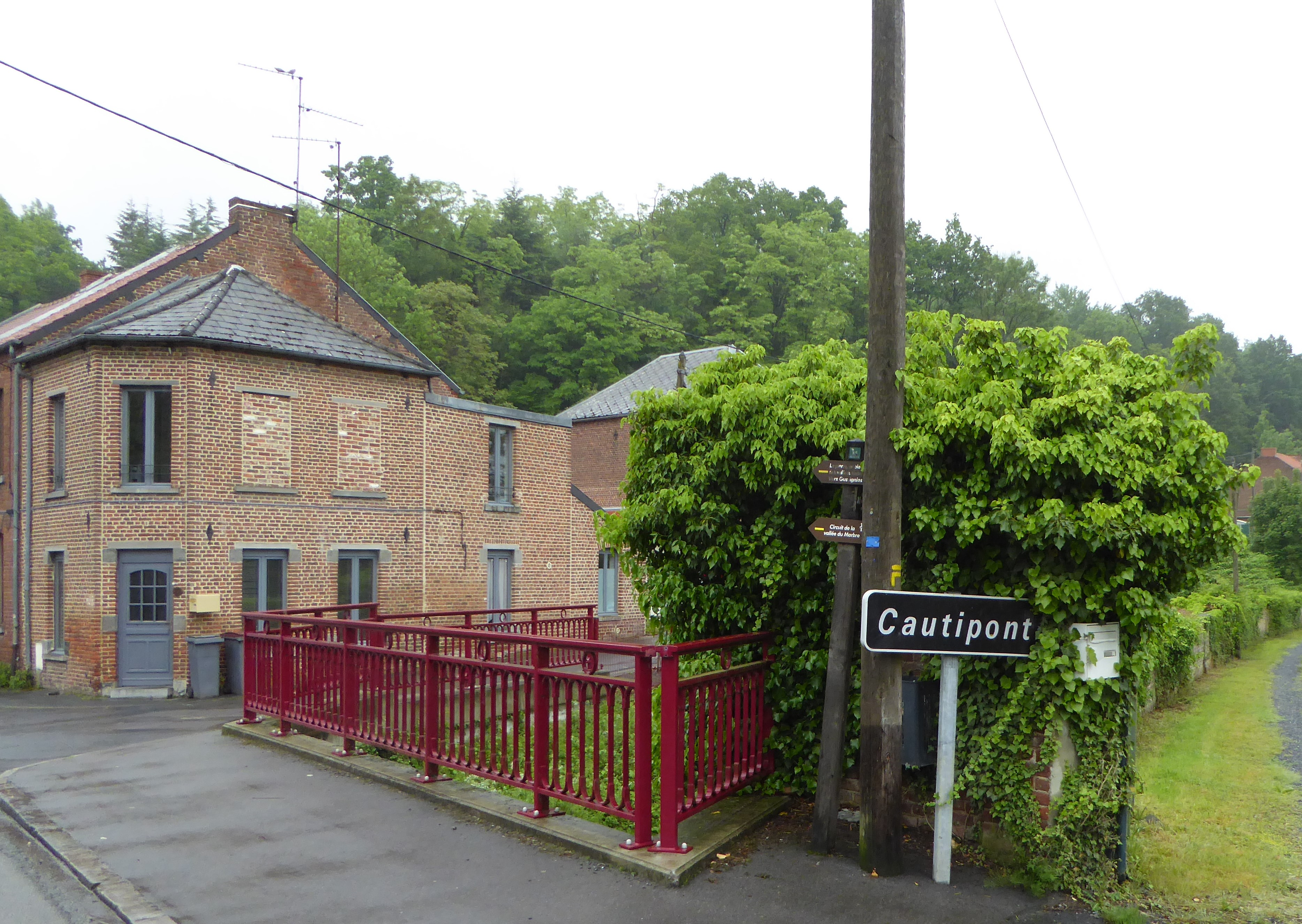
Cautipont sur l'Hogneau

### Personnalités liées à la commune
- Marie de Croÿ (1875-1968), princesse belge qui s'est signalée par ses actions de résistance pendant les deux Guerres mondiales. Sa mère Elisabeth-Marie Parnall et ses frères Réginald et Léopold de Croÿ, habitent Bellignies en 1906[37]
- Henriette Moriamé  (1881-1918), résistante lors de la Première Guerre mondiale puis religieuse dans l'ordre du Très Saint Rédempteur.
- Louise Thuliez (1881-1966), institutrice et licenciée en lettres, est une résistante durant les deux guerres mondiales.

Le nom de certains seigneurs du lieu nous sont parvenus : 
- Gabriel Jean du Chasteler, seigneur de Bellignies, mort le 26 août 1652. Marié à Gertrude Françoise d'Andelot, morte le 29 septembre 1669, et inhumée à Bellignies, fille de Gertrude d'Andelot, dame de Bellignies.
- Bonne Jeanne Françoise du Chasteler, leur fille, héritière de Bellignies, comtesse de Hertaing, morte le 26 avril 1706. Mariée, par contrat du 21 octobre 1679, à Philippe de la Tramerie, comte de Hertaing[38]

### Héraldique
| Blason de Bellignies | Blason  | Écartelé aux 1 et 4 : d'or à cinq bâtons de gueules mis en bande et un canton du même chargé d'une étoile à cinq rais d'or et aux 2 et 3 échiqueté d'or et de gueules. |
| Blason de Bellignies | Détails | Le statut officiel du blason reste à déterminer. |

## Pour approfondir